# Jordan Harris
Jordan Harris (Donalsonville (Georgia), 9 de octubre de 1997) es un baloncestista estadounidense que actualmente juega en el Asseco Gdynia de la Polska Liga Koszykówki. Con 1,96 metros de estatura, juega en la posición de alero.

## Trayectoria deportiva
Es un alero formado en Seminole County Middle-High School de su ciudad natal, antes de ingresar en 2016 en la Universidad de Georgia, situada en Athens, Georgia, donde jugaría durante cuatro temporadas la NCAA con los Georgia Bulldogs, desde 2016 a 2020.
En la temporada 2021-22, se compromete con el Glasgow Rocks de la British Basketball League.
El 17 de agosto de 2022, firma por el Asseco Gdynia de la Polska Liga Koszykówki.